# Whipple-kór
A Whipple-kór ritka, szisztémás emésztőrendszeri betegség, amit a Tropheryma whipplei baktérium okoz.
Jellemzője a vékonybél zsíros degenerációja, 30-60 éves személyeknél, főleg férfiaknál. A betegséget először George Hoyt Whipple írta le 1907-ben

## Tünetek

### Általános
Hasmenés, fogyás, zsírszékelés, vitaminhiány, vérszegénység, hasi fájdalmak.

### Nem bélrendszeri
Sokízületi gyulladás, láz, a zsigeri hártyák (pl. hashártya, szívhártya) gyulladása, barnás bőrelszíneződés, nyirokcsomó-megnagyobbodás, idegrendszeri zavarok, esetleg szívelégtelenség.

## Laboratóriumi kimutatás
Vérszegénység és fehérvérsejt-szaporulat a vérképben, valamint a felszívódási zavarok általános laborleletei.

## Elkülönítés
AIDS-es betegek bizonyos Mycobacterium-fertőzéseiben hasonló a tünettan!

## Diagnózis

### Szövettani
Vékonybél biopsziás mintavétele kimutatja a falósejtekben a pálcika alakú sejteket. Ha az idegrendszer is érintett, agyvíz vizsgálata indokolt.

## Kezelés
Vénába adott amoxicillin, majd 1 éven át cotrimoxazol.